# Dan posvećenog života
Dan posvećenog života crkvena je proslava ustanovljena odlukom pape Ivana Pavla II. 1997. godine. Obilježava se 2. veljače na blagdan Prikazanja Gospodinova u Hramu (Svijećnica). Ovim danom Crkva posebnu pozornost posvećuje svećenicima, redovnicima i redovnicama koji su svoj život posvetili Bogu kroz zavjete siromaštva, poslušnosti i čistoće.
Simbolika odabira datuma proizlazi iz povezanosti s biblijskim događajem Isusova prikazanja u Hramu, gdje su ga Djevica Marija i Josip, četrdeset dana nakon rođenja, prinijeli Gospodinu. Ova paralela naglašava potpuno predanje života koje karakterizira redovničke zajednice i njihovo nasljedovanje Kristova primjera.
Dan posvećenog života služi višestrukoj svrsi: promicanju redovničkih zvanja, zahvali za doprinose redovničkih zajednica Crkvi i društvu, te molitvi za postojeće i buduće redovnike i redovnice. Predstavlja priliku za isticanje važnosti posvećenog života kao svjedočanstva drugačijeg načina življenja u suvremenom svijetu, temeljenog na evanđeoskim vrijednostima.
U svijetu danas djeluje približno 232 000 redovnika i 609 000 redovnica, prema podacima iz 2021. godine. Među redovnicima se nalazi oko 128 000 svećenika, 600 trajnih đakona, 50 000 redovničke braće, 43 000 bogoslova i 23 000 sjemeništaraca. Redovničke zajednice mogu biti kontemplativne ili aktivne, ovisno o njihovoj specifičnoj karizmi i poslanju.
Suvremeni izazovi redovničkog života uključuju pad broja zvanja u zapadnim zemljama, iako se bilježi porast u Africi i Aziji. 